# Kaufland

Logo bis November 2016

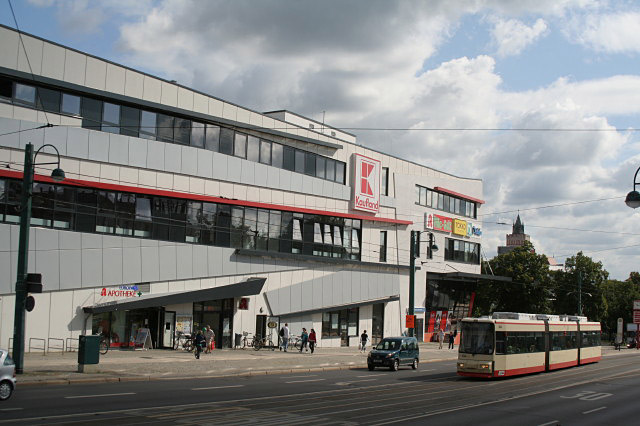
Kaufland in Frankfurt (Oder)

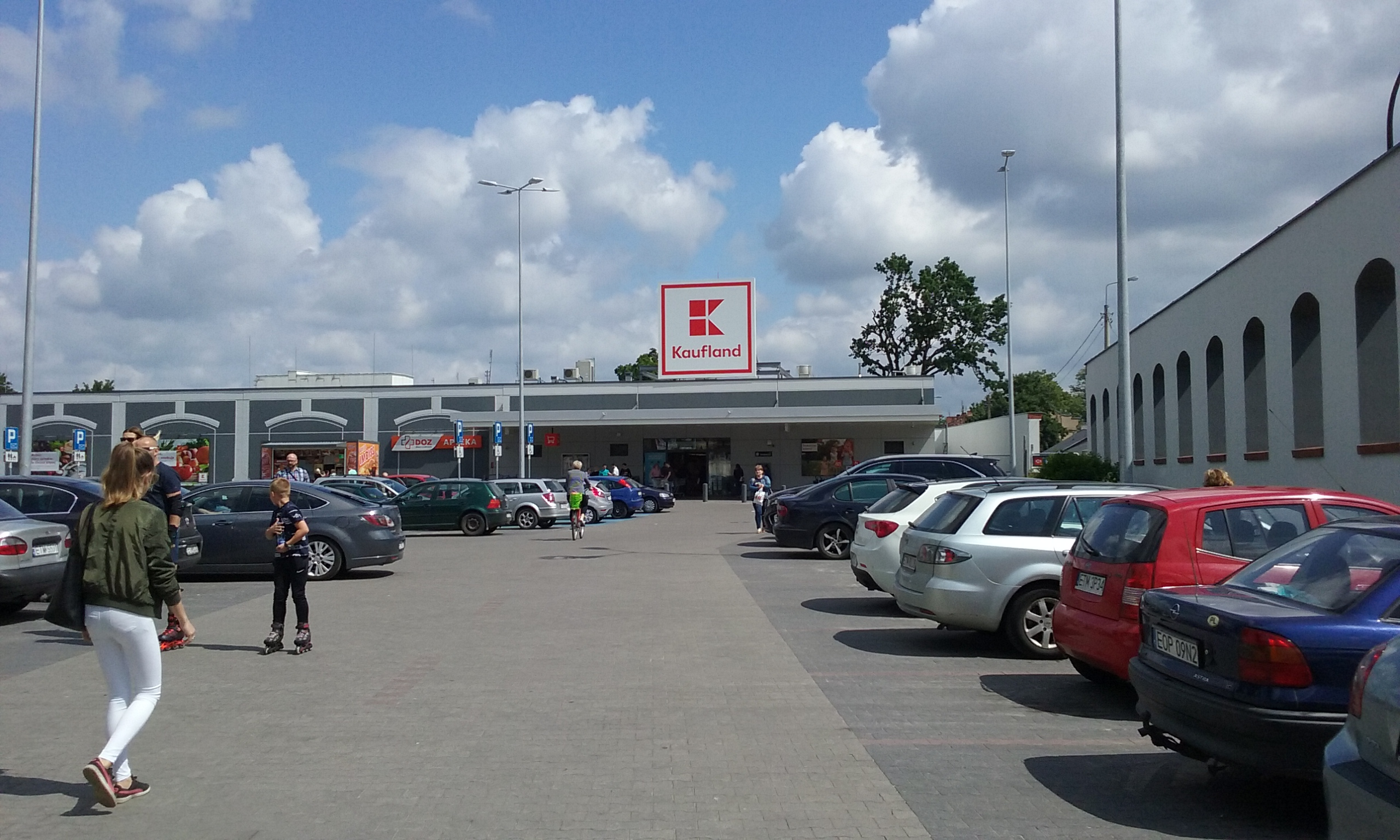
Kaufland im polnischen Tomaszów Mazowiecki

Die Kaufland Stiftung & Co. KG ist ein Unternehmen des Lebensmitteleinzelhandels mit Sitz in Neckarsulm. Sie wurde 1968 gegründet, betreibt mehr als 1500 Filialen und ist neben Deutschland in sieben weiteren europäischen Ländern vertreten. Der Lebensmittelvollsortimenter ist wie der Discounter Lidl ein Tochterunternehmen der Schwarz-Gruppe. 

## Unternehmensgeschichte

Beteiligungen innerhalb der Schwarz-Gruppe

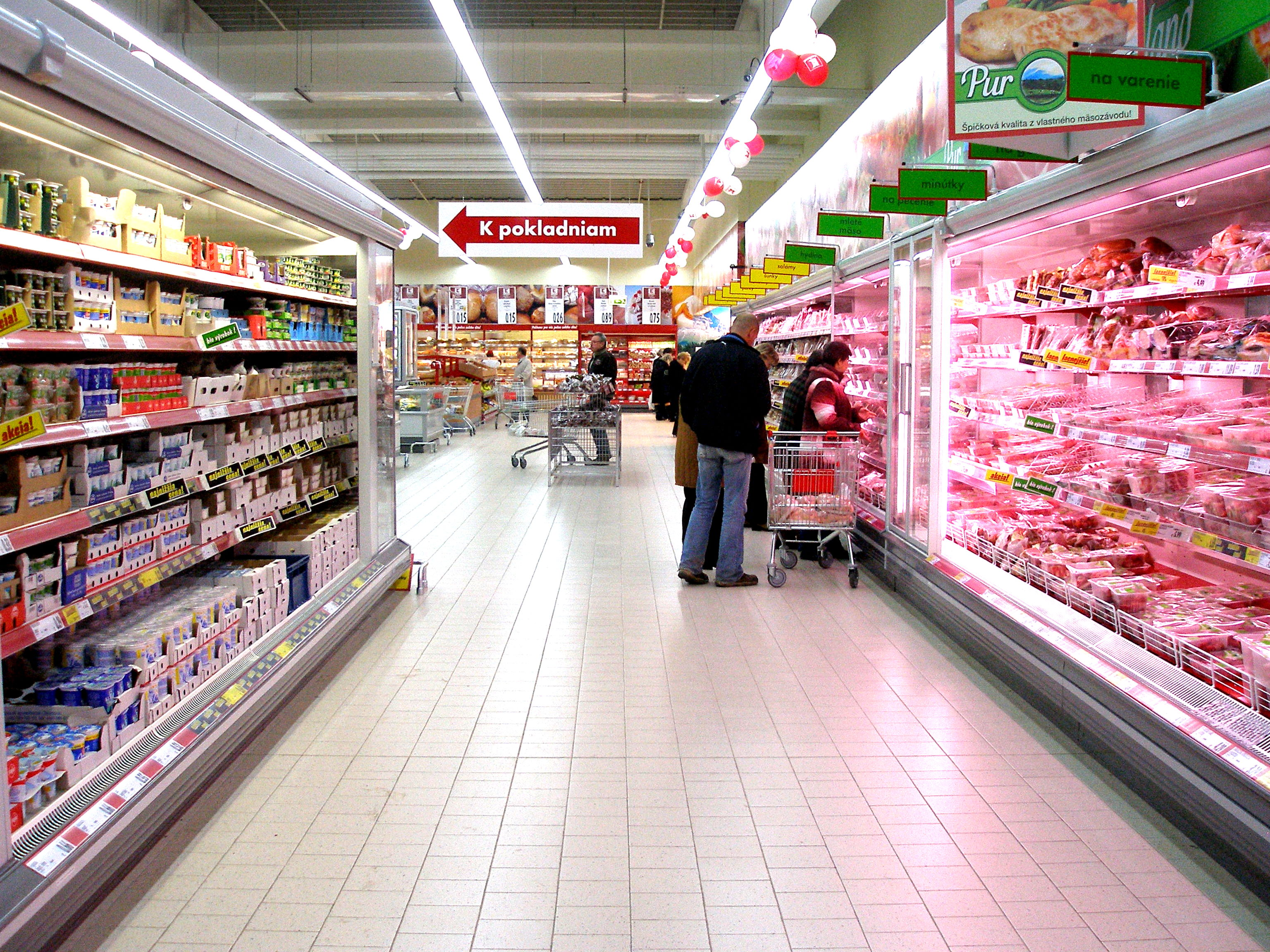
Kaufland im slowakischen Prešov

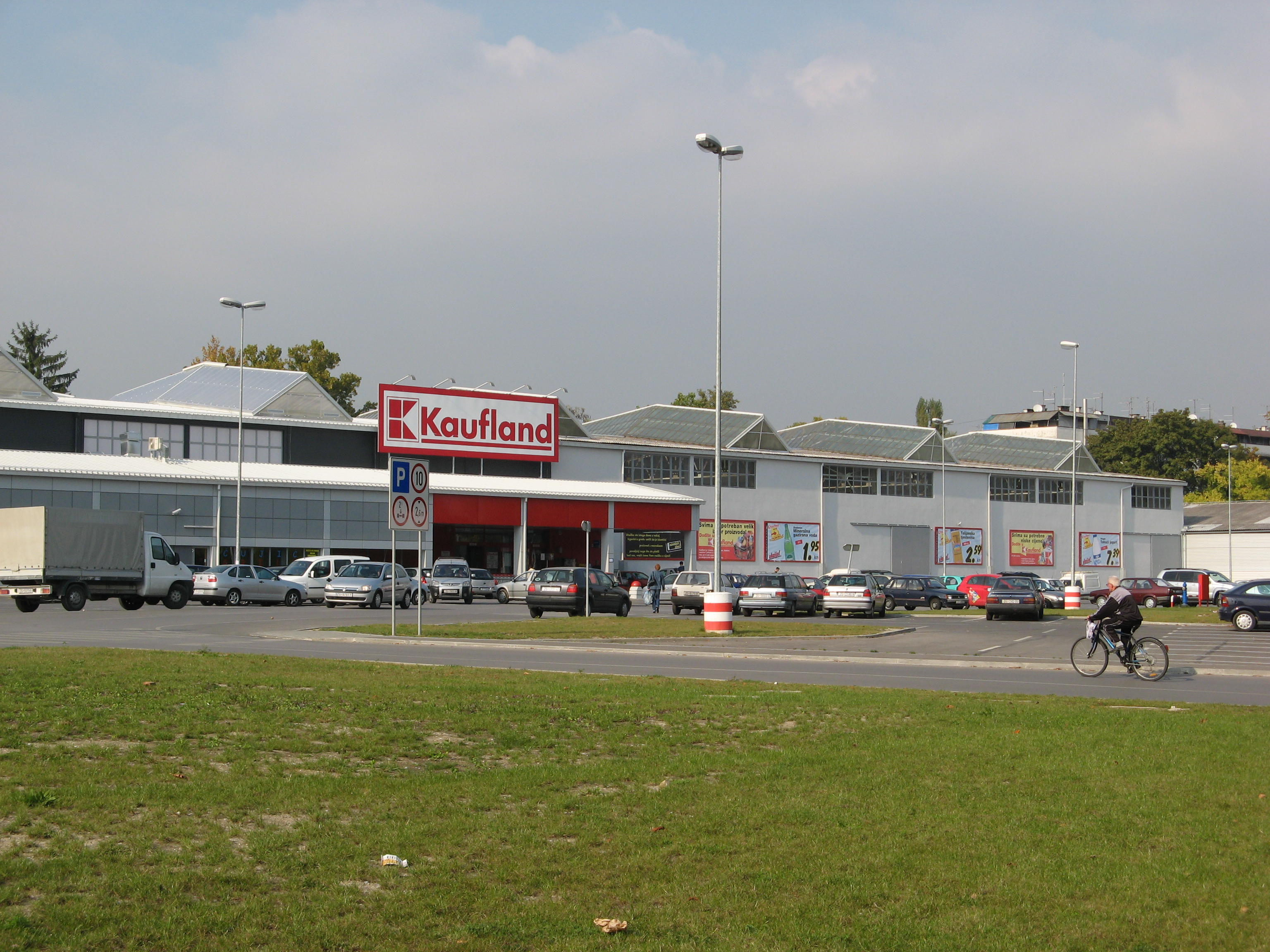
Kaufland im kroatischen Zagreb

In den 1930ern trat Josef Schwarz (1903–1977) als persönlich haftender Gesellschafter (Komplementär) in die Südfrüchte Großhandlung Lidl & Co. in Heilbronn ein. Das Unternehmen wurde in Lidl & Schwarz KG umbenannt und zu einer Lebensmittelgroßhandlung für die Region Heilbronn-Franken ausgebaut. Im Zweiten Weltkrieg wurde das Unternehmen im Dezember 1944, wie die gesamte Stadt Heilbronn, völlig zerstört. Der Wiederaufbau der Lidl & Schwarz KG gelang innerhalb von zehn Jahren, sodass das Unternehmen 1954 in Heilbronn erneut ein eigenes Domizil erhielt und im selben Jahr in die „Handelskette A&O“ (heute: Markant) eintrat. Mit der Handels- und Fruchthof Heilbronn GmbH wurde in Nordwürttemberg 1960 das erste Zentrallager eröffnet. Acht Jahre später, 1968, eröffnete Lidl & Schwarz den ersten Verbrauchermarkt unter dem Namen „Handelshof“ im schwäbischen Backnang. Erstmals wurde die Ware hier auf 1000 m² nach US-amerikanischem Prinzip in Selbstbedienung angeboten. Der Markt mit damals 70 Beschäftigten wurde auf den Endverbraucher, nicht mehr auf den Großhandel ausgelegt.
Nachdem Josef Schwarz 1977 im Alter von 74 Jahren gestorben war, übernahm sein Sohn Dieter Schwarz die Leitung der Lidl & Schwarz KG. Im Jahr 1984 eröffnete unter ihm das erste SB-Warenhaus unter dem Namen Kaufland in Neckarsulm, wo sich seit 1972 die Konzernzentrale befand.
Nach der Wiedervereinigung Deutschlands expandierte Kaufland in die neuen Bundesländer. 1990 eröffnete das erste Kaufland-Warenhaus in Ostdeutschland mit einem Zeltverkauf; der Gebäudebau folgte später. Kaufland zählte damals deutschlandweit 51 Filialen. 1993 eröffnete die 100. Kaufland-Filiale.
Das erste ostdeutsche Kaufland-Warenhaus wurde 1990 in Meißen eingerichtet. 1998 wurde in Kladno in Tschechien die erste Kaufland-Filiale im Ausland eröffnet. Weitere Filialen betreibt Kaufland in den mittel- und südosteuropäischen Ländern Polen, Kroatien, Bulgarien, Slowakei, Rumänien und Moldau. Die Expansionspläne in Australien wurden aufgegeben.
Im Dezember 2009 verkaufte die Karl Lupus GmbH & Co. KG ihre bisherigen zwölf Warenhäuser der famila Handels-Betriebe GmbH & Co. KG Rhein-Neckar und den Cash-&-Carry-Markt Lupus Food Service mit 1400 Mitarbeitern an Kaufland; die effektive Übernahme erfolgte im Februar 2010. Im Januar 2010 hat Kaufland vier SB-Warenhäuser von Schlecker (Schleckerland) in Ehingen, Geislingen an der Steige, Göppingen und Schwäbisch Gmünd übernommen, umgebaut und auf das Kaufland-Konzept umgestellt. Ende März 2011 wurden die bisherigen Ratio-Märkte in Osnabrück und Stadthagen übernommen.
Im Jahr 2021 gab das Unternehmen an, bis spätestens zum Jahr 2030 etwa 80 Prozent Kohlenstoffdioxid weniger zu erzeugen als zum Jahr 2019, um dadurch jährlich 12.000 Tonnen CO2 einzusparen. Hierfür arbeitete Kaufland als einer der ersten Großkunden unter anderem mit der DHL Global Forwarding zusammen.
| Staat       | Anzahl der Filialen |
| ----------- | ------------------- |
| Deutschland | .0770               |
| Polen       | .0243               |
| Rumänien    | .0177               |
| Tschechien  | .0143               |
| Slowakei    | .0079               |
| Bulgarien   | .0065               |
| Kroatien    | .0050               |
| Moldau      | .0009               |
| Gesamt      | 01529               |

## Sortiment
Mit durchschnittlich 30.000 Artikeln bietet das Unternehmen ein großes Sortiment an Lebensmitteln und Waren für den täglichen Bedarf. Kaufland vertreibt neben Herstellermarken auch Eigenmarken. Zu den Kaufland-Eigenmarken gehört u. a. Kaufland mobil.
Seit 1994 unterhält Kaufland eigene Bäckereien. Seit November 2018 werden auch Demeter-Produkte angeboten. Unternehmenseigene Fleischwerke bestehen in Möckmühl, Osterfeld, Heilbronn und Heiligenstadt und im tschechischen Říčany.
Das Unternehmen verteilt wöchentlich Rabattkataloge in Form von Papier- und Broschürendrucken und veröffentlicht diese auch online auf seiner Website.

## Unternehmen

### Struktur
Wie der Discounter Lidl ist Kaufland eine Tochter der Schwarz-Gruppe. Zu den Kaufland-Tochtergesellschaften gehören die Schwarz-Immobilienverwaltung GmbH & Co. KG, die im Besitz der SB-Warenhäuser ist, und die Kaufland-Dienstleistung GmbH als Betreiber der SB-Märkte.
Im Juni 2020 kündigte Kaufland an, 101 Standorte von der Handelskette Real und den Online-Marktplatz real.de zu übernehmen. Die Übernahmen resultieren aus dem Verkauf der Handelskette Real an einen russischen Investor.

### Produktionsbetriebe und Logistik
Kaufland betreibt in Deutschland sieben Logistikzentren mit rund 2700 Mitarbeitern:
- Lebensmittel, Tiefkühlkost, Obst und Gemüse, Pflanzen
  - Dortmund (Nordrhein-Westfalen)
  - Osterfeld (Sachsen-Anhalt)
  - Lübbenau (Brandenburg)
  - Möckmühl (Baden-Württemberg)
  - Geisenfeld (Bayern)
  - Barsinghausen-Bantorf (Niedersachsen)

- Fleisch- und Wurstspezialitäten
  - Die Belieferung mit der Eigenmarke K-Purland erfolgt direkt durch eigene Fleischbetriebe in Heilbronn, Möckmühl, Osterfeld, Heilbad Heiligenstadt und Říčany (Tschechien).

- Non-Food
  - Donnersdorf (Bayern)

Am 1. März 2013 wurde im Gewerbegebiet an der A 38 bei Heiligenstadt in Thüringen ein Fleischwerk für 90 Millionen Euro eingeweiht. Rund 600 Mitarbeiter verarbeiten dort Fleisch zu 250 Artikeln, die in die deutschen Kaufland-Filialen geliefert werden.

## Onlinehandel
2020 übernahm Kaufland den Onlineshop von real. Im Rahmen des Umbaus trennte sich Kaufland vom Lebensmittelshop und beendete die Zusammenarbeit mit dem Bonusprogramm Payback. Die Onlinekunden wurden zunächst auf die kommende Namensänderung vorbereitet, indem das Logo von Kaufland neben dem Logo von real angezeigt wurde. Seit dem 14. April 2021 wurde der Marktplatz komplett zu kaufland.de umbenannt. Wer noch real.de in der Adresszeile des Browsers eingibt, wird automatisch zu kaufland.de umgeleitet.

## Personal
Kaufland beschäftigt rund 155.000 Mitarbeiter in acht Ländern. Davon sind mehr als 90.000 in Deutschland tätig. Im November 2010 führte die Kaufland-Gruppe für ihre Mitarbeiter in Deutschland einen Mindestlohn von 8,50 Euro ein. Seit dem 1. März 2011 gilt dieser Mindestlohn auch für alle Mitarbeiter von externen Dienstleistern, die bei Kaufland auf Basis eines Werkvertrags oder im Rahmen einer Arbeitnehmerüberlassung tätig sind. Ab 1. März 2012 wurde der Mindestlohn auf 9,00 Euro angehoben und ab 1. Januar 2016 wurde dieser auf 10 Euro erhöht. Während der COVID-19-Pandemie erhielten die mehr als 170.000 Mitarbeiter der Schwarz-Gruppe in Deutschland insgesamt drei Mal Warengutscheine im Gesamtwert von 95 Millionen Euro: Dazu wurden zu Ostern 2020 Corona-Prämien in Höhe von 30 Millionen Euro ausgezahlt, zu Weihnachten weitere 35 Millionen Euro und im März 2021 nochmal 30 Millionen Euro. Im Mai 2021 kündigte die Schwarz-Gruppe an, bei Lidl und Kaufland ab Juni 2021 die Tarifgehälter „vor Abschluss der aktuellen Tarifverhandlungen ‚Einzelhandel‘“ freiwillig um 3 % zu erhöhen.

## Kritik
In der Ausgabe des Standardwerkes Schwarzbuch Markenfirmen vom September 2014 wurde zum ersten Mal auch Kaufland aufgeführt. Die Autoren warfen dem Konzern schlechte Arbeitsbedingungen in der Lieferkette und bei den heimischen Mitarbeitern vor.
Im April 2025 geriet Kaufland durch eine großangelegte Undercover-Recherche von Team Wallraff – Reporter undercover bei RTL und dem Nachrichtenmagazin Stern in die Kritik. In über 80 % der untersuchten 50 Filialen dokumentierten verdeckt arbeitende Reporter gravierende Hygienemängel, darunter Schimmelbildung in Kühltruhen, Mäusebefall sowie den Verkauf abgelaufener Produkte. Besonders betroffen waren die Filialen in Bad Tölz (Bayern) und Homburg (Saarland).